# Улица Молодцова
Улица Молодцо́ва — улица Москвы, в Северо-Восточном административном округе. Названа в честь героя Советского Союза, участника Великой Отечественной войны Владимира Александровича Молодцова в 1964 году. До 1960 года на территории улицы располагалась деревня Раево.

## Расположение

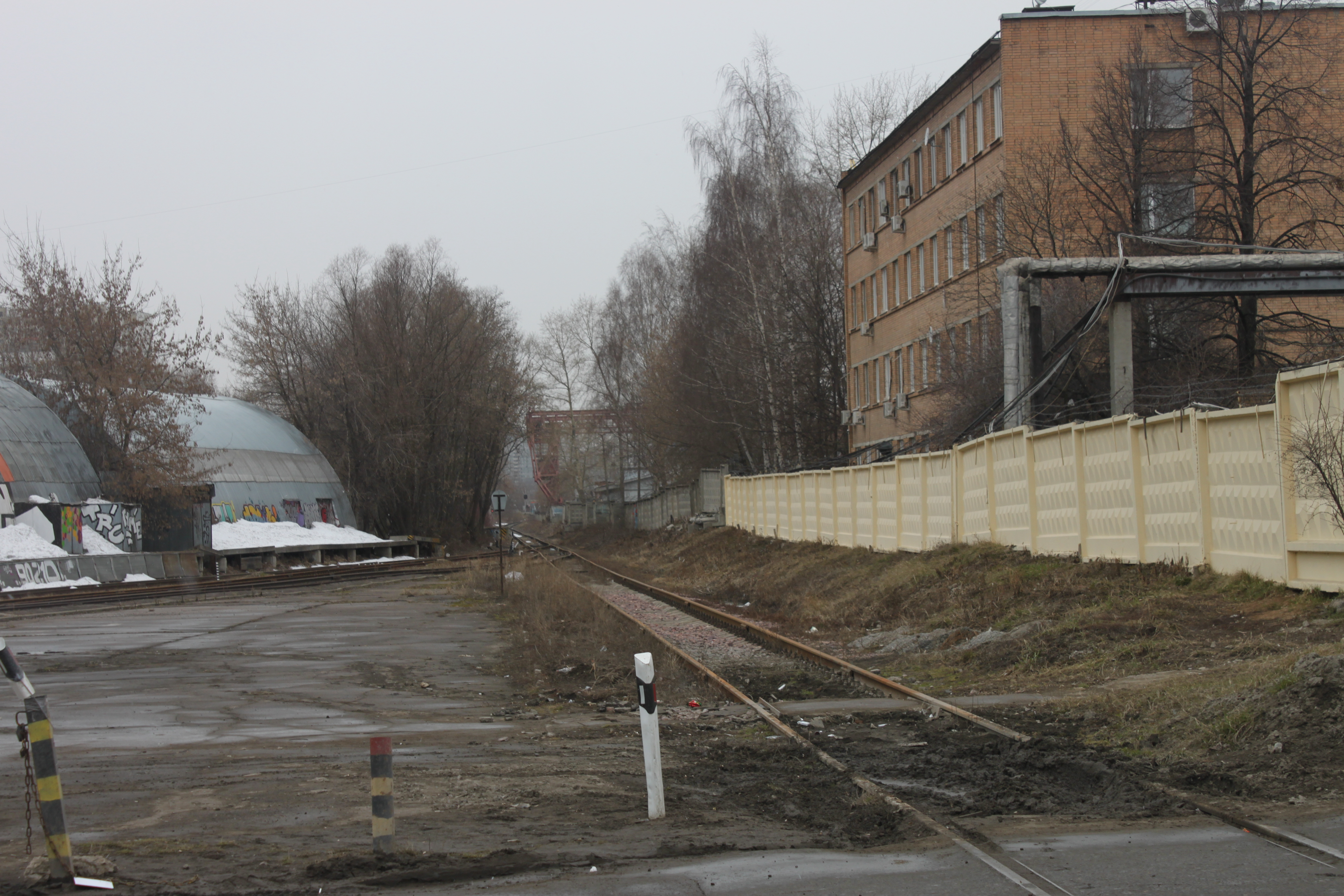
Улица Молодцова у пересечения с Вилюйской улицей

Расположена в двух районах, Северном и Южном Медведково, между Сухонской улицей (начало) и Ясным проездом (конец). Пересекается с Вилюйской и Полярной улицами и с проездом Шокальского. После пересечения с Полярной улицей служит границей между двумя районами. Северная сторона улицы чётная, южная нечётная. Нумерация домов от 1-го до 34-го. В настоящее время (февраль 2008 года) большая часть пятиэтажных домов, так называемых «хрущёвок», на улице снесена.
Движение транспорта — две полосы в каждую сторону. Улица разделена посередине пешеходной зоной.
По северной стороне до пересечения с Полярной улицей располагается промзона. В доме номер 3 располагается Мировой суд района Южное Медведково.

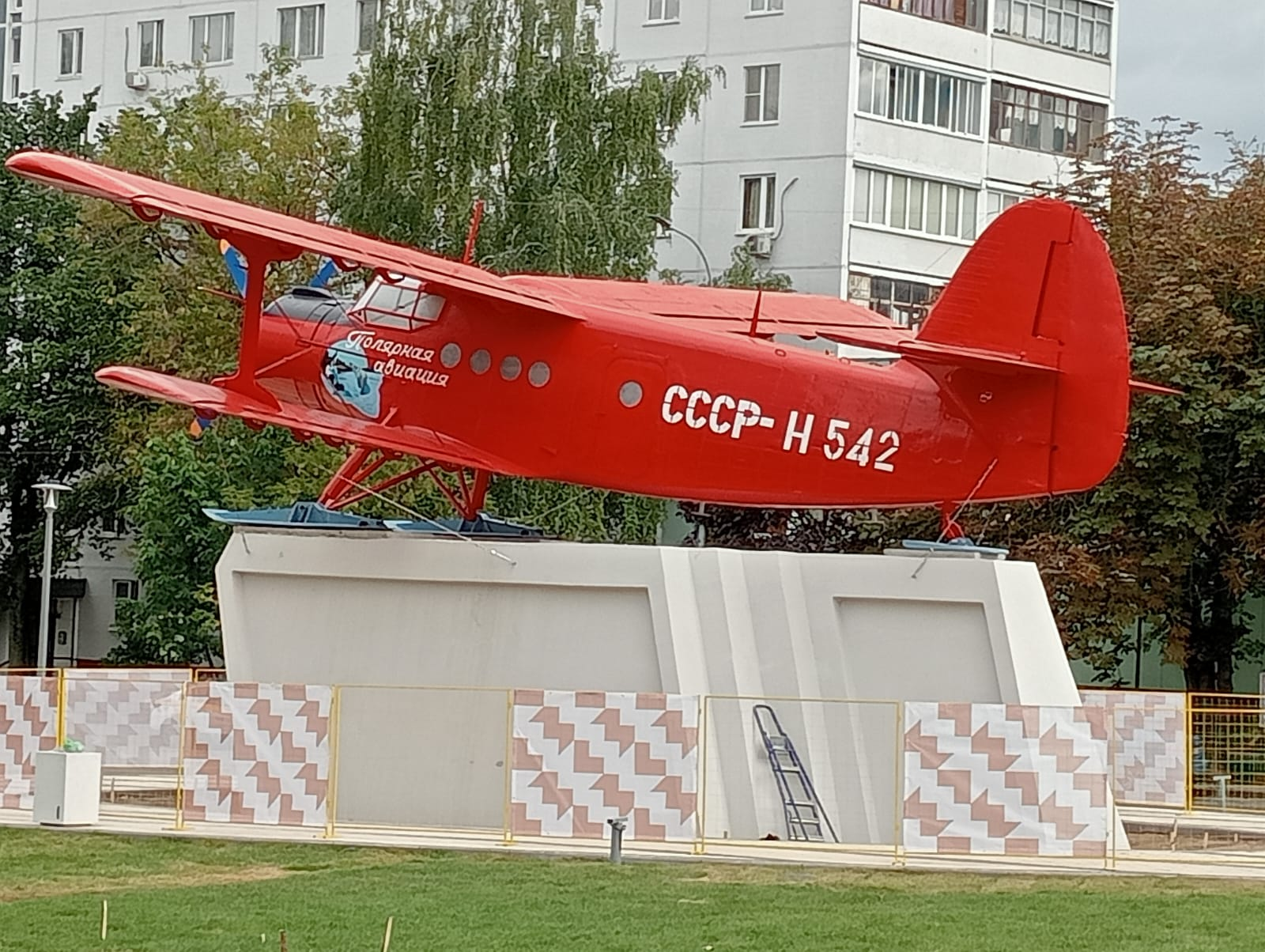
Самолёт-памятник Ан-2 в ливрее полярной авиации СССР

На пересечении улицы Молодцова и проезда Шокальского в августе 2023 года был установлен памятник «Полярной авиации» в виде красного самолёта Ан-2.

## Учреждения и предприятия
- Дом 1Б — Дом ребёнка No. 23;
- Дом 2Б — частная школа «УНА»;
- Дом 1А — ЗАГС, Медведковский отдел СВАО;
- Дом 5А — детский сад 2145;
- Дом 5 — детский сад 1928;
- Дом 4А — общеобразовательная школа No. 1316;
- Дом 19А — детский сад 474;
- Дом 21 — телевизионная студия «Медведково» (кабельное телевидение);
- Дом 16, строение 1 — Бескудниковский завод мостовых железобетонных конструкций «МОКОН» МТФ;
- Дом 29, корпус 3 — Мособлкачество ГУП МО (предприятие по контролю качества алкогольной продукции);
- Дом 29, корпус 4 — Центр детского творчества «На Молодцова».

## Общественный транспорт
| № маршрута | Занимаемый участок                        |
| ---------- | ----------------------------------------- |
| 124        | От Ясного проезда до Полярной улицы       |
| 346        | От Сухонской улицы до Сухонской улицы, 15 |
| 649        | Вся улица                                 |
| н6         | От проезда Шокальского до Полярной улицы  |